# Garth St. Omer
Garth St. Omer (* 16. Januar 1931 in Castries, St. Lucia; † 24. April 2018 in Santa Barbara, Kalifornien) war ein lucianischer Schriftsteller. Er gehörte gemeinsam mit Derek Walcott und Dunstan St. Omer zu einer dortigen Künstlergruppe.

## Leben
Omer erhielt seine weiterführende Ausbildung an der University of the West Indies in Jamaica, wo er Französisch und Spanisch studierte (1956). Zwischen 1964 und 1972 veröffentlichte er vier Romane. 1970 ging er in die USA, wo er 1975 einen Ph.D. an der Princeton University erwarb. Dann lehrte er an der University of California in Santa Barbara bis zu seiner Emeritierung.

## Werke
- Syrop (Faber 1964)
- Room on the Hill (1968, 2012)
- Shades of Grey (1968, 2013)
- Nor Any Country (1969, 2013)

The Lights on the Hill, eine Novelle aus dem Text von Shades of Grey, wurde 1986 separat von Heinemann in der Caribbean Writers Series veröffentlicht. Die Werke wurden anfangs von Faber veröffentlicht und ab 2012 von Peepal Tree Press neu herausgegeben.